# Cantón Sucre
Sucre es un cantón de la provincia de Manabí en Ecuador, tiene una población de 57.159 habitantes.  Su cabecera cantonal es Bahía de Caráquez. Actualmente el alcalde de Sucre es Carlos Mendoza, elegido para el periodo 2023 - 2024.

## Extensión y límites
Sucre tiene una extensión de 764 km². Sus límites son:
- Al Norte con el Cantón San Vicente.
- Al sur con los cantones Portoviejo y Rocafuerte.
- Al este con los cantones Tosagua y Rocafuerte.
- Al oeste con el Océano Pacífico.

La parroquia San Isidro se encuentra separada del resto del cantón por el cantón San Vicente.

## División política
Sucre se divide en cuatro parroquias:

Parroquias Urbanas
- Bahía de Caráquez (Cabecera cantonal)
- Leonidas Plaza Gutiérrez

Parroquias Rurales
- Charapotó
- San Isidro